# Litsea varians
Litsea varians är en lagerväxtart som först beskrevs av Carl Ludwig von Blume, och fick sitt nu gällande namn av Jacob Gijsbert Boerlage. Litsea varians ingår i släktet Litsea och familjen lagerväxter. Inga underarter finns listade i Catalogue of Life.